# Pomps
Pomps ist eine französische Gemeinde mit 297 Einwohnern (Stand 1. Januar 2022) im Département Pyrénées-Atlantiques in der Region Nouvelle-Aquitaine (vor 2016: Aquitanien). Die Gemeinde gehört zum Arrondissement Pau und zum Kanton Artix et Pays de Soubestre (bis 2015: Kanton Arzacq-Arraziguet).
Die Bewohner werden Pompsois und Pompsoises genannt.

## Geographie
Pomps liegt ca. 30 km nordwestlich von Pau in der historischen Provinz Béarn.
Umgeben wird Pomps von den Nachbargemeinden:
| Hagetaubin      | Morlanne                                    | Bouillon      |
| Arthez-de-Béarn | Kompassrose, die auf Nachbargemeinden zeigt | Géus-d’Arzacq |
| Castillon       | Doazon                                      | Arnos         |

Pomps liegt im Einzugsgebiet des Flusses Adour. Der Luy de Béarn durchquert das Gemeindegebiet zusammen mit Nebenflüssen des Aubin, dem Lech und dem Langos.

## Geschichte
Die Ausgrabung eines Hügelgrabs auf dem Gemeindegebiet in den Jahren 1991 und 1993 ließ 19 Grabstätten aus der Eisenzeit zutage treten. Die Entdeckung eines Choppers lässt den Bau des Erdhügels auf die Zeit zwischen dem Ende der Jungsteinzeit und der beginnenden Bronzezeit datieren.
Das Dorf entwickelte sich ab dem 14. Jahrhundert mithilfe von Mönchen der Abtei von Larreule auf einer Anhöhe über dem Luy de Béarn. Henri de Montesquiou, Grundherr von Sadirac und Pomps, ließ in der Mitte des 16. Jahrhunderts ein Schloss errichten. 1580 verkaufte er die Grundherrschaft an die Familie Saint-Cricq. Eine Nachfahrin dieser Familie heiratete Antoine de Faget aus Doat am Ende des 17. Jahrhunderts. 1731 wurde Pomps zum Baronat erhoben. Infolge der französischen Revolution wurde die Grundherrschaft aufgelöst und ihre Güter beschlagnahmt.
Toponyme und Erwähnungen von Pomps waren:
- Poms (13. Jahrhundert, Volkszählung im Béarn),
- Pombs (1443, Verträge von Carresse, Blatt 273) und
- Pomps (1750, 1793 und 1801, Karte von Cassini, Notice Communale bzw. Bulletin des lois).[5][6][7]

### Einwohnerentwicklung
Seit Beginn der Aufzeichnungen wuchs die Gemeinde bis zur Mitte des 19. Jahrhunderts auf einen Höchststand der Einwohnerzahl von 430. In der Folgezeit reduzierte sich die Zahl bei kurzen Erholungsphasen bis in die 1970er Jahre auf rund 170. Anschließend setzte eine Wachstumsphase ein, die bis heute anhält.
| Jahr      | 1962 | 1968 | 1975 | 1982 | 1990 | 1999 | 2006 | 2009 | 2022 |
| --------- | ---- | ---- | ---- | ---- | ---- | ---- | ---- | ---- | ---- |
| Einwohner | 226  | 197  | 173  | 173  | 176  | 179  | 219  | 247  | 297  |

## Sehenswürdigkeiten

### PfarrkircheSaint-Jacques-le-Majeur
Die Jakobus dem Älteren geweihte Kirche wurde zu Beginn des 19. Jahrhunderts etwas außerhalb des Zentrums der Gemeinde in der Nähe des Schlosses errichtet. Der Apostel Jakobus soll im spanischen Santiago de Compostela seine Grabstätte haben, das Ziel des bei Pomps vorbeiführenden Jakobswegs. Die Kirche ist mit einem Glockenturm ausgestattet, der sich seitlich an das Kirchengebäude anschließt und mit einem Zeltdach mit zwei Dachtraufen gedeckt ist. Das Langhaus birgt ein Haupt- und ein Seitenschiff, welches im 1871 hinzugefügt wurde. Verschiedene Ausstattungsgegenstände sind als nationale Kulturgüter registriert. Darunter zählt ein Padiglione aus weißem Stoff und ein Satz von neun Glasfenstern, die aus den Jahren 1920 und 1921 datieren und Werke der Glasmaler Louis und Henri Gesta aus Toulouse sind.
Die neun Glasfenster stellen die folgenden Heiligen oder Motive dar: Paulus von Tarsus, heiligstes Herz Jesu, unbeflecktes Herz Mariä, Simon Petrus, Aloisius von Gonzaga, Johannes der Täufer, Stephanus, Ludwig IX. von Frankreich und Erzengel Michael. Zwei Glasfenster geben hierbei Hinweise auf gefallene Soldaten des Ersten Weltkriegs. Der heilige Paulus ist an seinen Attributen zu erkennen, seinem langen Bart, dem Schwert in seiner linken Hand, mit dem er enthauptet wurde, und einer Pergamentrolle als Symbol für seine Briefe in seiner rechten Hand. Der heilige Petrus trägt die beiden Schlüssel zum Paradies. Aloisius von Gonzaga trägt ein weißes, spitzenbesetztes Chorhemd. Er stützt sich mit seiner rechten Hand auf einen Totenschädel, und seine linke Hand hält eine Schwertlilie. Sein Gesicht ist wahrscheinlich das des Infanteriesoldaten Jean Louis Pétrou, der im Alter von 22 Jahren am 18. Februar 1915 bei Perthes-lès-Hurlus, heute Souain-Perthes-lès-Hurlus, im Département Marne, als vermisst gemeldet wurde. Johannes der Täufer befindet sich in einer wüstenartigen Landschaft. Er trägt ein Tierfell und stützt sich auf ein Kreuz, Symbol der Ankündigung des Christus. Der heilige Stephan trägt eine rote Dalmatik, die Kleidung eines Diakons. Er hält in seiner rechten Hand einen Stein seiner Steinigung, in seiner linken die Märtyrerpalme. König Ludwig IX., auch Ludwig der Heilige genannt, trägt einen mit Schwertlilien besetzten Mantel und seine Krone auf seinem Haupt. Er hält die Dornenkrone, die Christus während seiner Passion trug, als Symbol für die beiden Kreuzzüge, die der französische König führte. Dieses Fenster trägt als Inschrift: „In Gedenken an Louis Soubagné“. Louis Soubagnet war Infanteriesoldat und wurde im Alter von 22 Jahren am 21. September 1914 bei der Schlacht von Oulches, heute Oulches-la-Vallée-Foulon, im Département Aisne, als vermisst gemeldet. Der Erzengel Michael, als römischer Soldat dargestellt, hat in dieser Szene den Teufel niedergestreckt.
Der Hauptaltar im Chor der Kirche ist sorgfältig mit Goldauflagen verziert. Er ist mit einem Altarretabel aus weißem Marmor ausgestattet. Der Tabernakel, der auf ihm steht, ist mit einem lateinischen Kreuz bekrönt und von mehreren Kerzenleuchtern umsäumt. Die Kirche hat noch zwei Nebenaltäre, einen, der dem heiligsten Herz Jesu gewidmet ist, und einen anderen, der Maria geweiht ist. Beide sind wie der Hauptaltar aus weißem Marmor gearbeitet und beide sind mit einer Statue versehen.

### Schloss von Pomps
Henry de Montesquiou schloss 1547 mit einem Cagot aus Morlanne einen Vertrag ab, dass dieser ihm ein Haus baue. Von diesem einfachen Bau hat die hexagonale Tourelle mit innenliegender Treppe den Lauf der Jahrhunderte überdauert. An seinem Fuß sind Spuren eines korbbogenförmigen Eingangs zu erkennen, der inzwischen zugemauert ist. Drei Fenster mit Verdachungen lassen Licht in das Treppenhaus der Tourelle fallen. Das rechteckige Hauptgebäude ist mit einem hohen Dach aus roten Flachziegeln gedeckt. Am Fuß der Stützmauer befindet sich ein steinerner Brunnen aus dem Jahre 1722. Der Wohntrakt wurde im 18. und 19. Jahrhundert umgebaut. Gegenüber dem Hauptgebäude schließen große Nebengebäude den Innenhof ab. Das Schloss ist heute über eine lange Platanenallee zu erreichen. Er gehört seit fünf Generationen der Familie Frouté.

## Wirtschaft und Infrastruktur
Neben der Landwirtschaft trägt vor allem die touristische Infrastruktur zur Aufnahme von Pilgern auf dem Jakobsweg nach Santiago de Compostela zur Wirtschaft von Pomps bei. Die Landwirte bauen vor allem Mais an und sind Halter von Milchvieh.

### Bildung
Die Gemeinde verfügt über eine öffentliche Vor- und Grundschule mit 45 Schülerinnen und Schülern im Schuljahr 2017/2018.

Logo des Jakobswegs

### Sport und Freizeit
Der Fernwanderweg „GR 65“ von Genf nach Roncesvalles führt durch das Zentrum der Gemeinde. Er folgt ab Le Puy-en-Velay der Via Podiensis, einem der vier historischen Wege der Jakobspilger in Frankreich.

### Verkehr
Pomps ist erreichbar über die Routes départementales 269, 945 (ehemalige Route nationale 645) und 946 (ehemalige Route nationale 646).